# قائمة أعمال محمود ياسين
هذه قائمة بمعظم أعمال التي شارك بها محمود ياسين